# 松井浩亮
松井 浩亮（まつい こうすけ、1994年3月28日 - ）は、新潟医療福祉大学職員で、現役の男子競泳選手。

## 経歴
埼玉県立浦和高等学校を卒業し、新潟医療福祉大学医療技術学部理学療法学科に進学。同校水泳部に入部し、下山好充監督のもとで練習を重ねる。その後、大学職員を務めながら同校で競泳を続け、2019年には第61回日本選手権水泳競技大会 (25m) 男子50m自由形決勝で20秒95の日本・アジア新記録を樹立し、優勝を果たした。2024年、日本医科大学医学部に合格した。

## 戦績

### 2019年
- 第95回日本選手権水泳競技大会男子50m自由形 2位[1]
- FINA競泳ワールドカップベルリン大会　男子50m自由形 2位[1]
- 第61回日本選手権水泳競技大会 (25m) 男子50m自由形決勝 優勝[1]

## 賞
- 新潟県スポーツ賞 : FINA競泳ワールドカップベルリン大会での活躍が称えられ、2020年2月4日に同県副知事の佐久間豊氏より受賞[4]。